# Cristiano Salerno

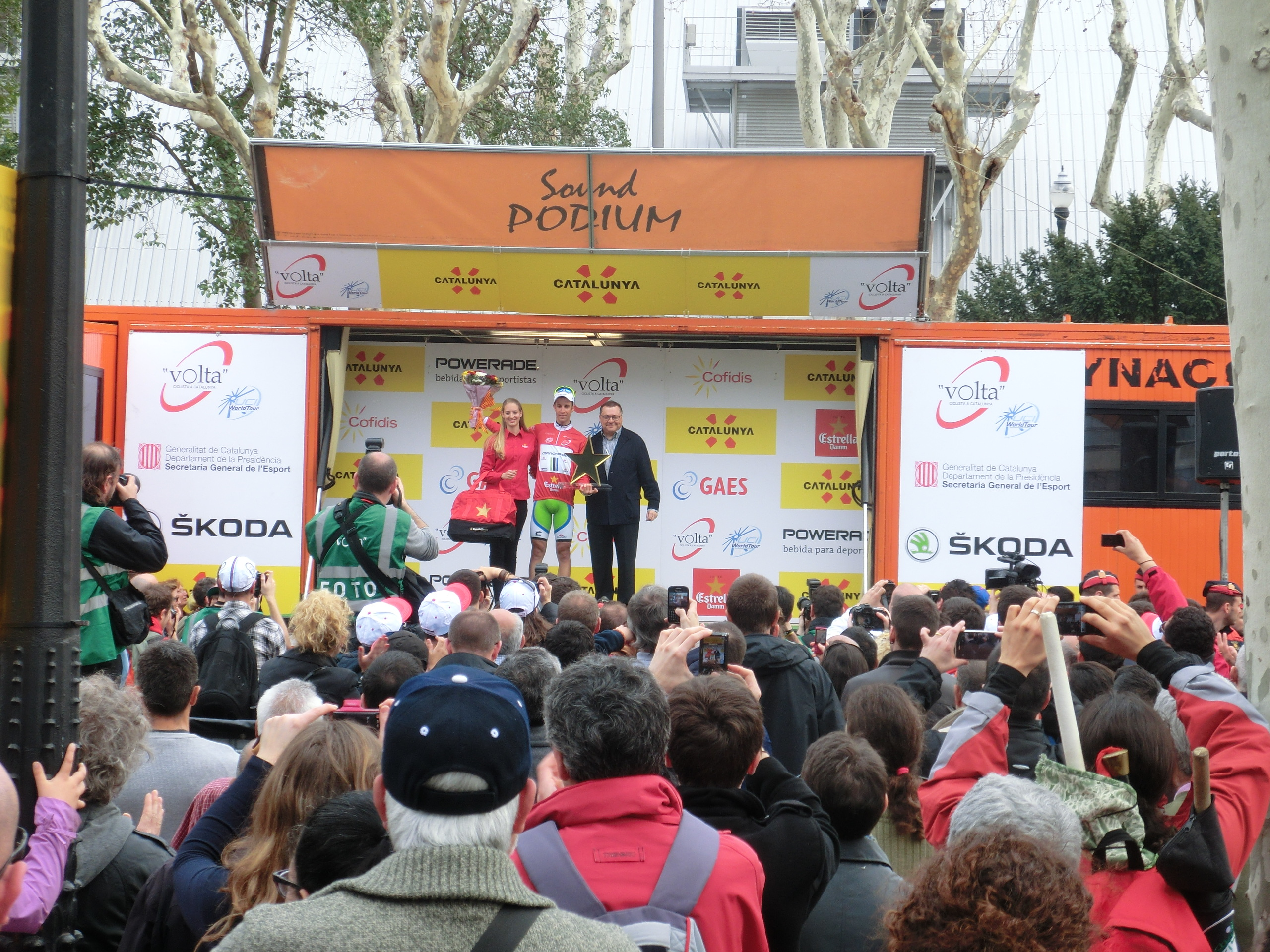
Cristiano Salerno bei der Volta a Catalunya 2013

Cristiano Salerno (* 18. Februar 1985 in Imperia) ist ein ehemaliger italienischer Radrennfahrer.

## Karriere
Cristiano Salerno begann seine Karriere 2006 bei dem irischen Professional Continental Team Tenax. 2008 wechselte er zu der Mannschaft L.P.R. Brakes, mit der er 2009 beim italienischen Halbklassiker Tre Valli Varesine den siebten Platz belegte. Im Jahr 2010 fuhr Salerno für De Rosa-Stac Plastic und gewann die Gesamtwertung und zwei Etappen der Tour of Japan. 2011 wechselte er zum ProTeam Liquigas und fuhr für diese Mannschaft sowohl beim Giro d’Italia als auch bei der Vuelta a España und gewann die Bergwertung der Katalonien-Rundfahrt 2013. Nach Auflösung seines Teams wurde er von der deutschen Mannschaft Bora-Argon 18 verpflichtet, um den neuen Teamkapitän Dominik Nerz in den Bergen zu unterstützen. Nach Ende der Saison, in der er keine Grand Tour bestritt, beendete er seine Karriere.

## Erfolge
2010
- Gesamtwertung und zwei Etappen Tour of Japan

2013
- Bergwertung Katalonien-Rundfahrt

2015
- Mannschaftszeitfahren Giro del Trentino

## Grand-Tour-Platzierungen
| Grand Tour            | 2011 | 2012 | 2013 |
| --------------------- | ---- | ---- | ---- |
| Giro d’ItaliaGiro     | 57   | 105  | 86   |
| Tour de FranceTour    | –    | –    | –    |
| Vuelta a EspañaVuelta | –    | 49   | –    |

## Teams
- 2006 Tenax-Salmilano
- 2007 Tenax
- 2008 LPR Brakes-Ballan
- 2009 LPR Brakes-Farnese Vini
- 2010 De Rosa-Stac Plastic
- 2011 Liquigas-Cannondale
- 2012 Liquigas-Cannondale
- 2013 Cannondale Pro Cycling
- 2014 Cannondale
- 2015 Bora-Argon 18